# Begraafplaats Kleverlaan
De Begraafplaats Kleverlaan, ook wel Algemene Begraafplaats Kleverlaan genoemd, is een begraafplaats in Haarlem-Noord. De begraafplaats werd in 1828 ontworpen door landschapsarchitect Jan David Zocher en werd later onder handen genomen door zijn zoon L.P. Zocher en L.A. Springer. 
Sinds 1916 bevindt de hoofdingang van de begraafplaats zich aan de Kleverlaan. Langs de Schoterweg waar twee oude ingangen zijn te vinden ligt de begraafplaats verhoogd. De begraafplaats beschikt als enige in Nederland over een mausoleum, met grafkelders voor families en wandgraven voor individuele personen. Op de begraafplaats staan dertien rijksmonumenten. 

## Geschiedenis
Het begraven in steden werd uiteindelijk, na eerdere verboden ten tijde van de Franse overheersing, per Koninklijk besluit in 1827 verboden en in kerken werden begravingen verboden per 1830. Het stadsbestuur van Haarlem ging op zoek naar een nieuwe plek voor een begraafplaats. Zij vonden Buitenplaats Akendam gelegen in de toenmalige gemeente Schoten een geschikte plek. De laatste eigenaar van deze buitenplaats, die was gelegen op de geestgrond tussen de Schoterweg en de Achterweg (het zuidelijk gedeelte van de Middenweg dat ook wel Doodweg werd genoemd), was Jan David Zocher. Hij maakte zijn ontwerp voor de begraafplaats in 1828 en in 1832 werd de begraafplaats in gebruik genomen. De begraafplaats werd in Engelse landschapsstijl aangelegd en is reliëfrijk en onregelmatig van karakter. Gescheiden door onregelmatig gevormde waterpartijen omvatte het een protestants, joods en rooms-katholiek deel. 
In 1887 is de begraafplaats noordelijk uitgebreid naar ontwerp van L.P. Zocher, in dezelfde Engelse landschapsstijl. Desondanks heeft deze uitbreiding minder reliëf en is deze meer regelmatig van opzet. Na deze uitbreiding werd een tweede ingang gecreëerd en werden de twee delen verbonden door de later als rijksmonument opgenomen gietijzeren voetgangersbrug. Deze brug had lange tijd geen officiële benaming, maar in mei 2018 is de naam Rusticabrug vastgesteld voor deze brug.
Een westelijke uitbreiding volgde in 1916 naar ontwerp van L.A. Springer. Hierbij werd een gedeelte van de Doodweg onttrokken aan de openbare ruimte. Deze weg liep vanaf het dorp Schoten naar de begraafplaats en kwam achterlangs, vandaar soms ook de naam Achterweg. Waar deze weg eindigde aan de Kleverlaan werd een nieuwe hoofdingang aangelegd. Het nieuwe gedeelte ontworpen door Springer betrof een geometrisch ontwerp dat nauwelijks reliëf kende en kenmerkt zich door een rechte, aan weerszijden met bomen beplante oprijlaan vanaf de hoofdingang.  Aan de westzijde hiervan ligt een laan in de vorm van een halve cirkel. Deze halve cirkel wordt weer gehalveerd door twee van oost naar west lopende lanen die bij de oprijlaan op een rotonde uitkomen. Doordat de oprijlaan direct ten westen van het oudste onderdeel van de begraafplaats loopt, vormt de rotonde een centraal punt op de overgang van de landschappelijke naar de geometrische aanleg.
In 1925 werd besloten de Schoterweg te verbreden. Hierdoor zijn de waterpartijen langs deze weg in 1930 gedempt, zijn de oude ingangen naar binnen verplaatst en is de daarbijgelegen oude opzichterswoning, die was gelegen in Huis Akendam dat onderdeel was van de buitenplaats, gesloopt. Per raadsbesluit van 2 april 1930 kreeg het deel van de Middenweg dat ten zuiden van het Schoterbosplein lag en dat soms Doodweg soms Achterweg werd genoemd de naam Achterweg.

## Joodse begraafplaats

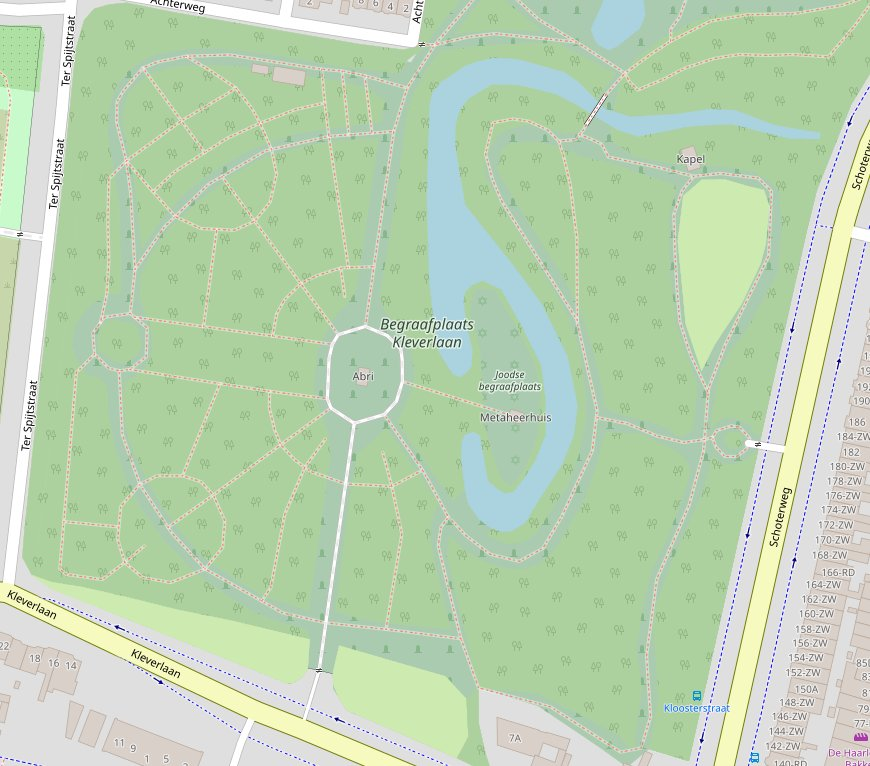
Plattegrond begraafplaats met in het midden de Joodse begraafplaats

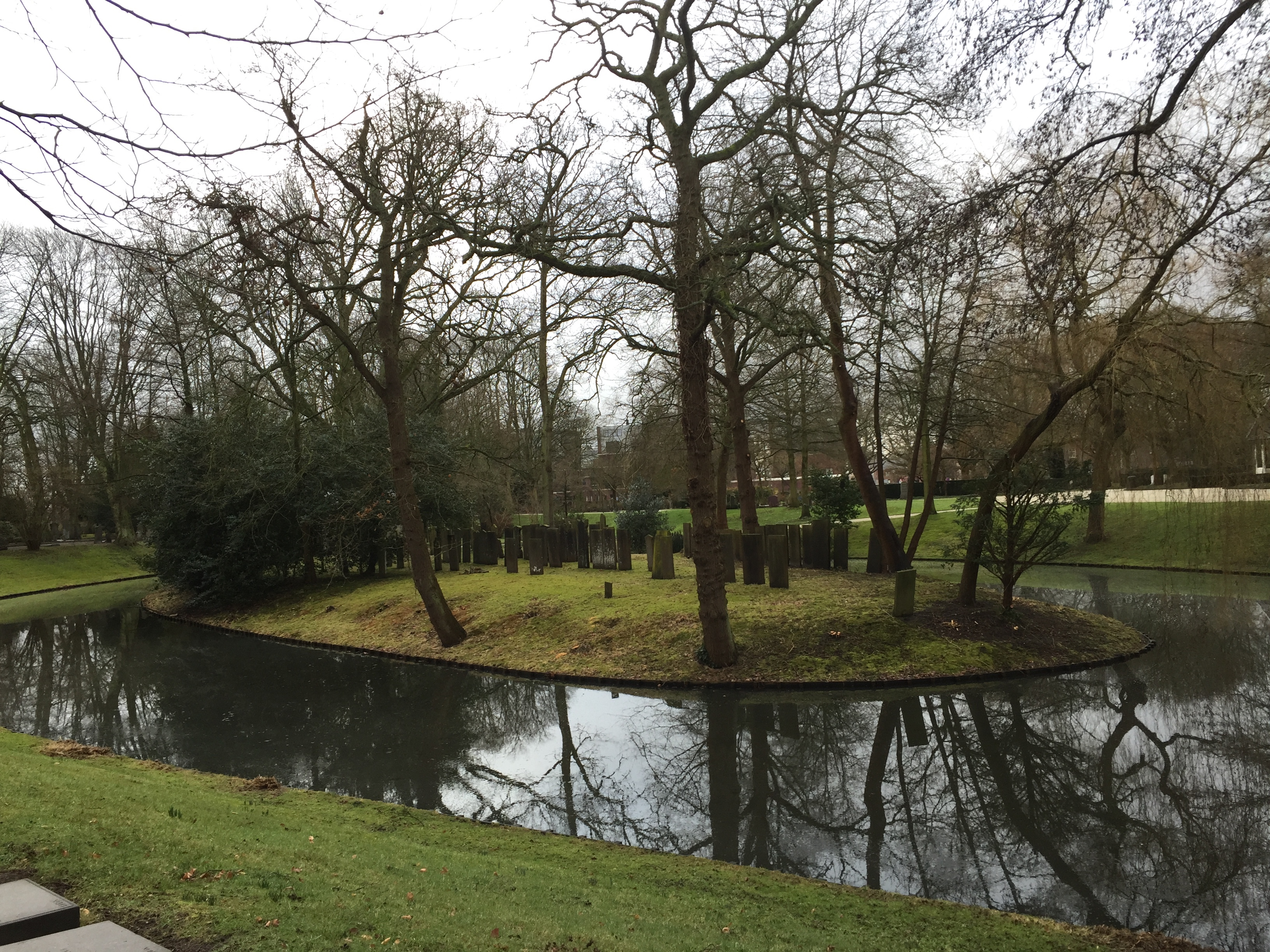
Het schiereiland waarop de Joodse begraafplaats is gelegen anno 2015

De Joodse begraafplaats vormt een gedeelte binnen de Begraafplaats aan de Kleverlaam en werd gesticht in 1832, het zelfde jaar als de opening van het oudste gedeelte van de begraafplaats.  Hedendaags ligt de Joodse begraafplaats geheel omsloten door andere gedeelten van de begraafplaats en is het gelegen op een schiereiland. De Joodse begraafplaats betreft een rijksmonument.
Voor de aanleg van deze begraafplaats in 1832 gebruikte de Joodse gemeente in Haarlem de begraafplaats op het Bolwerk, die in 1833 gesloten werd. De grond aan het Bolwerk was eigendom van de Joodse gemeente. De Joodse gemeente wilde ook de grond voor deze nieuwe begraafplaats kopen, maar het stadsbestuur van Haarlem ging daar niet mee akkoord.
Midden in de begraafplaats staat een metaheerhuis. 
De Joodse begraafplaats had een aparte ingang over een dam  die oorspronkelijk aan de Achterweg lag. Na de uitbreiding kwam de Joodse begraafplaats te midden van de  begraafplaats te liggen.
De Joodse begraafplaats lag oorspronkelijk aan de rand van de begraafplaats, maar was omringd door water en had een eigen toegang over een dam. Toen de begraafplaats verder werd uitgebreid, raakte deze Joodse begraafplaats geheel omsloten. Aangezien de Joodse begraafplaats zich niet kon uitbreiden en er eeuwig grafrust berust op Joodse graven werd er gezocht naar een nieuwe begraafplaats op een andere locatie. Zo kon in 1887 de Joodse gemeente een eigen lap grond kopen aan de Amsterdamsevaart, hier werd nog datzelfde jaar de nieuwe Joodse begraafplaats gesticht. Tussen 1836 en 1923 zijn er 654 mensen op deze begraafplaats aan de Kleverlaan begraven, thans is de Joodse begraafplaats niet meer in gebruik.

## Galerij

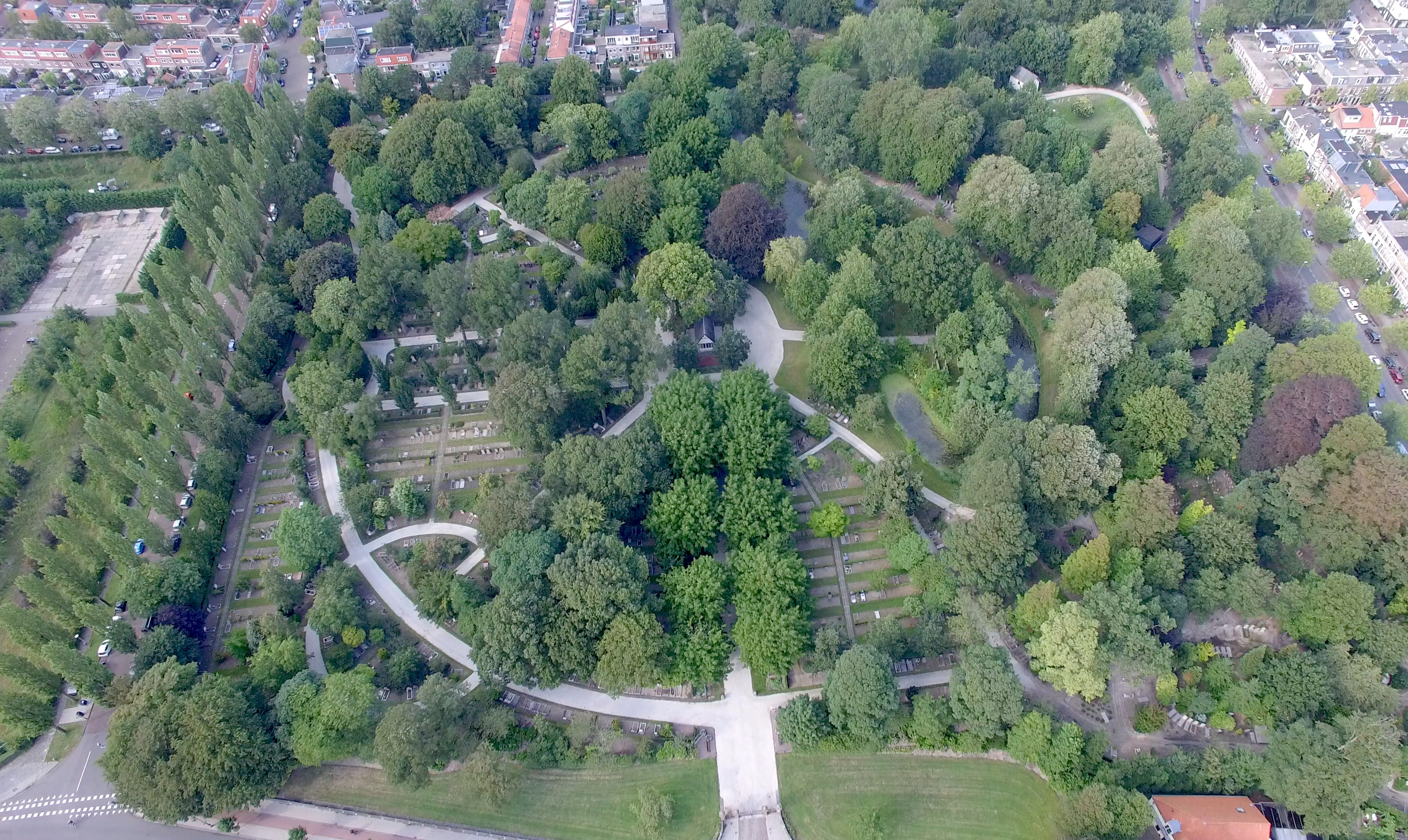
De laatste toevoeging naar ontwerp van L. Springer
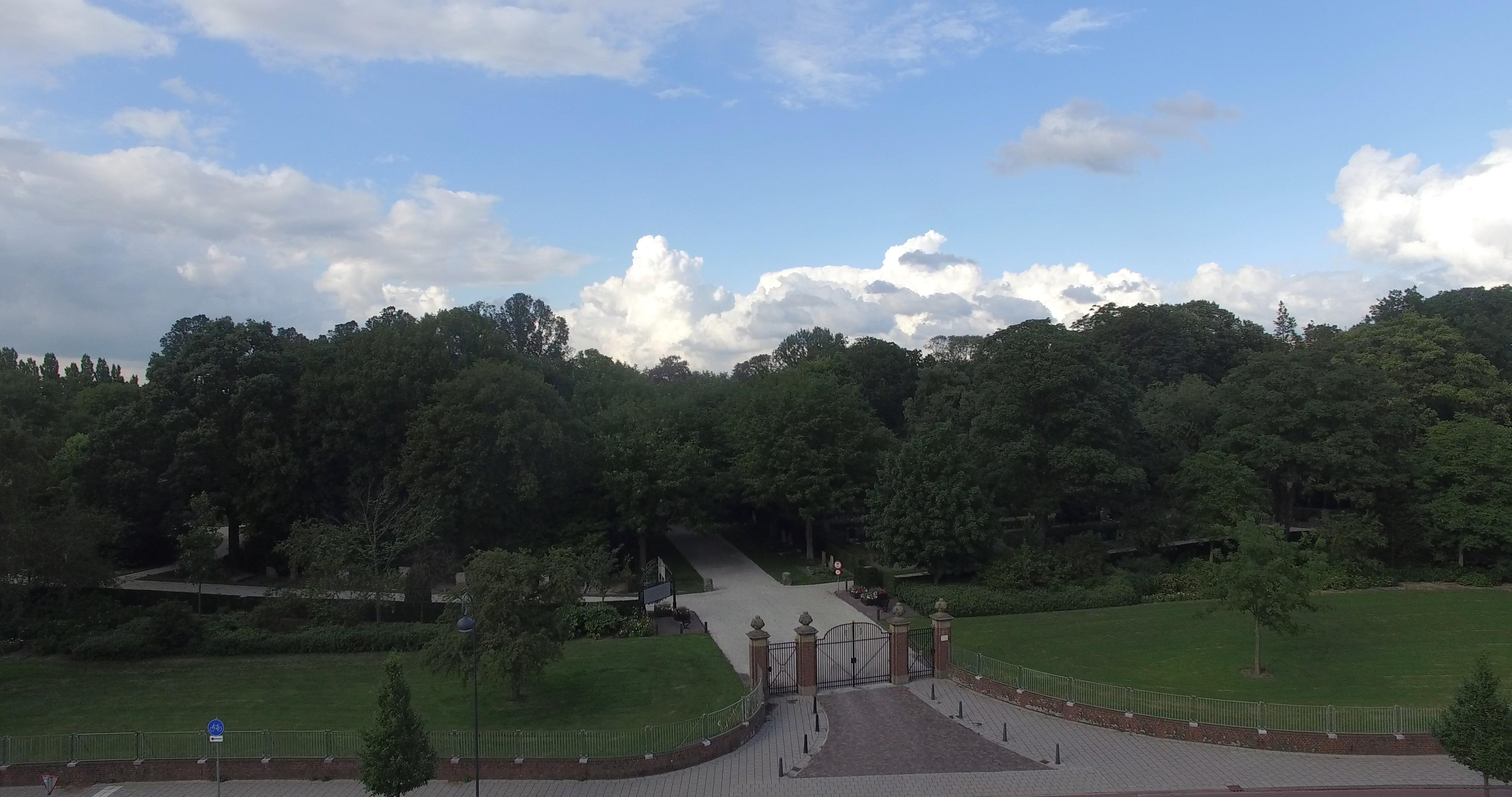
ingang
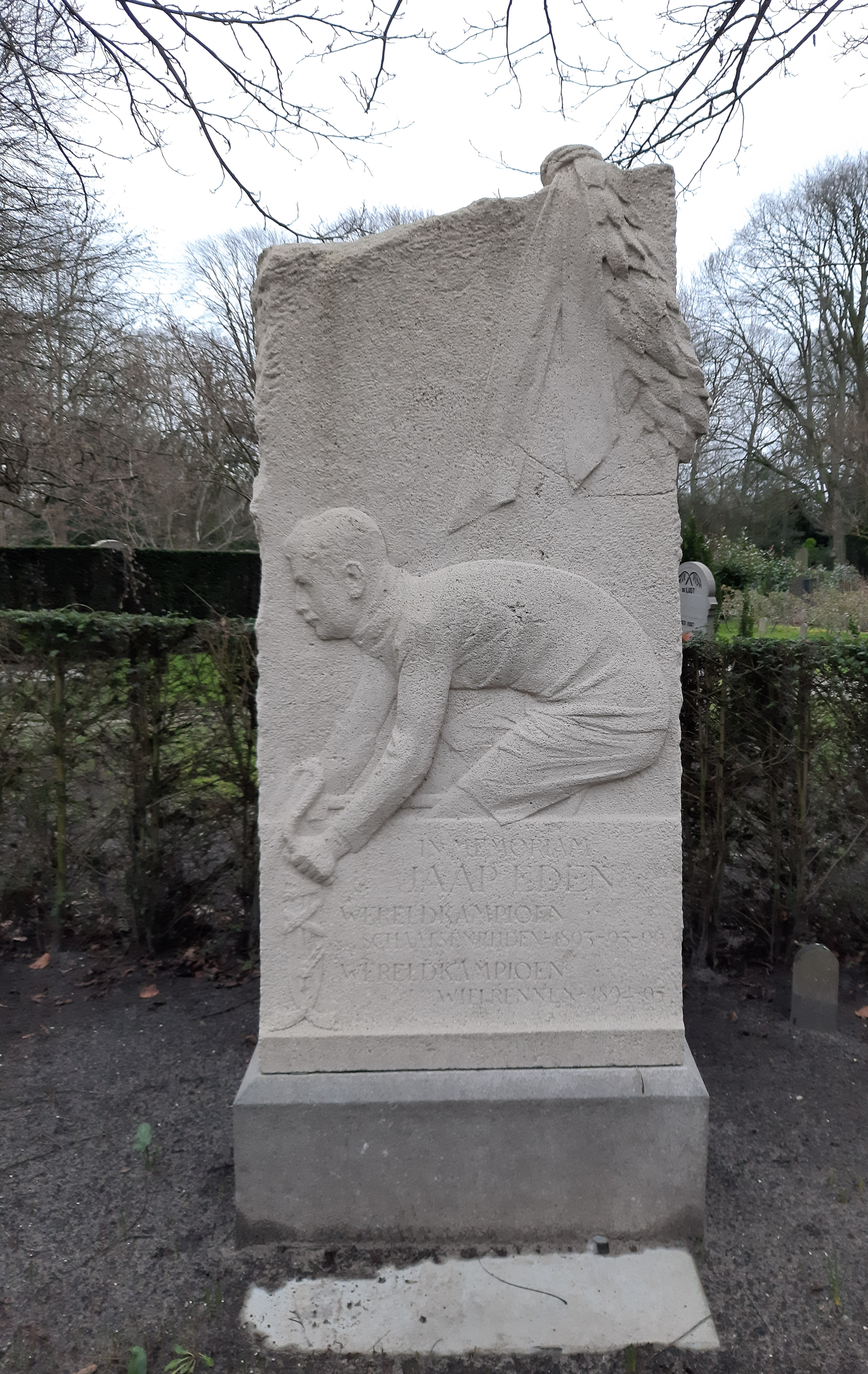
Grafsteen in memoriam Jaap Eden, wereldkampioen schaatsenrijden 1893 - 1895 - 1899 en wereldkampioen wielrennen 1894 - 1895.

## Graven van bekende mensen
- Hendrik Antoon Lorentz (Natuurkundige, Nobelprijswinnaar)[9]
- Pieter Zeeman (Natuurkundige, Nobelprijswinnaar)
- Jaap Eden (Nederlands schaatser)[1]
- Jacobus van Looy (Nederlands schrijver en schilder)
- Gerrit van Dijk (animatiefilmer)
- Christiana Enschedé (kunstschilder)
- Wilhem de Haan (zoöloog)[10]
- Jacques Leijh (Nederlands architect)
- Jan David Zocher (Nederlands landschapsarchitect)
- Louis Paul Zocher (Nederlands landschapsarchitect)
- Cornelis Outshoorn (Nederlands ingenieur en architect)
- Piet Kee (componist en stadsorganist van Haarlem)
- Ir Frederik Gerrit Nicolaas Haitsma Mulier (architect te Haarlem; werkte aan het Florapark en de Ripperda Kazerne)